# Сергеев, Яков Тихонович
Яков Тихонович Сергеев (23 октября 1866 — ?) — российский военачальник, генерал-майор (1920), герой Первой мировой войны.

## Биография
В 1883 году окончил Казанское городское училище, в 1889 году Казанское военное училище. В 1890 году выпущен был подпоручиком в Эстляндский 8-й пехотный полк. В 1894 году произведён в поручики, в 1900 году в штабс-капитаны.
Участник Подавление восстания в Китае 1900—1901 годах и
Русско-японской войны в составе 21-го Восточно-Сибирского стрелкового полка. В 1901 году за храбрость был награждён орденом Святой Анны 4-й степени с надписью «За храбрость». В 1906 году за боевые отличия был произведён в капитаны.
С 1909 года командовал ротой в 21-м Восточно-Сибирском ЕИВ стрелковом полку. В 1913 году произведён в подполковники.

### Первая мировая война
Участник Первой мировой войны, в составе 21-го Сибирского стрелкового Ея Величества Государыни Императрицы Александры Феодоровны полка. В 1916 году за боевые отличия был произведён в полковники с назначением командиром 21-го Сибирского стрелкового полка.
5 ноября 1916 года за храбрость был награждён Георгиевским оружием:
за то, что, состоя в рядах названного полка в чине подполковника, в арьергардном бою 2 августа 1915 года, когда от действий ураганного огня тяжёлой артиллерии противника  части передовой линии дрогнули, он, находясь с двумя батальонами этого полка в бригадной резерве и видя беспорядочный отход боевой части, по собственной инициативе, под артиллерийским и пулемётным огнём развернул свои два батальона и повёл их в атаку лично. Несмотря на полученную контузию, он, собирая отходящие части, направлял их на поддержку ведённой им контратаке. Противник был оттеснён, а отходившие части снова заняли потерянные позиции и удерживались на  них  до приказания
.
4 апреля 1917 года за храбрость был награждён орденом Святого Георгия 4-й степени:
за то, что  в бою 3 июля 1916 года в районе кол. Вильгельминовка-Звиняче, командуя полком,  под сильным ружейным и пулемётным огнём лично руководил действиями батальонов полка, имевшего в своём составе 1600 штыков; после упорного боя взял неприятельскую укреплённую позицию, с боем прошёл более 10 вёрст, захватил и удержал за собой господствующие над долиной с.Звиняче, имевшее важное значение; такими действиями способствовал общему успеху сражения; полка в этом бою: 13 орудий, 3 пулемёта и много другой военной добычи;  пленными взято два командира полка, 53 офицера и кадет, 5 врачей и 1050 нижних чинов
.

## Гражданская война =
В годы Гражданской войны командовал бригадой Сводной Уфимской дивизии в Народной армии Самарского Комуча. С 1919 года был начальником 12-й Сибирской стрелковой дивизии в армии адмирала Колчака, начальником гарнизона города Томска и уполномоченным командующего войсками Омского военного округа по поддержанию государственного порядка.
Во главе 12-й Сибирской стрелковой дивизии участвовал в боях против частей 5-й стрелковой дивизии Красной армии. В 1920 году произведён в генерал-майоры с назначением начальником гарнизона города Каинска и уполномоченным командующего войсками Омского военного округа по поддержанию государственного порядка по Каинскому району.
Дальнейшая судьба неизвестна.

## Награды
- Орден Святой Анны 4-й степени с надписью «За храбрость» (ВП 7.4.1901 года);
- Орден Святого Станислава 3-й степени с мечами и бантом (1905 год);
- Орден Святой Анны 3-й степени с мечами и бантом (1906 год);
- Орден Святого Станислава 2-й степени (1907 год);
- Орден Святой Анны 2-й степени (1909 год, мечи к сему ордену 8.6.1915 года);
- Орден Святого Владимира 4-й степени с мечами и бантом (16.5.1915 год);
- Орден Святого Владимира 3-й степени с мечами (17.11.1915 года);
- Георгиевское оружие (ВП 5.11.1916 года);
- Орден Святого Георгия 4-й степени (ПАФ 4.4.1917 года);